# Санкт-Генрих (Мюнзинг)
Санкт-Генрих (нем. Sankt Heinrich) — населённый пункт общины Мюнзинг в районе Бад-Тёльц-Вольфратсхаузен в Верхней Баварии, которая находится прямо на берегу озера Штарнбер.
Место названо в честь блаженного Генриха фон Штарнбергерзее, который жил здесь в XII или XIII веках в отшельничестве на месте сегодняшней церкви, где и похоронен.
Описание прихода Франца Салеса Гайллера от 1756 года показывает, что шесть из одиннадцати Санкт- Хайнрихер Хёфе принадлежали приходу Иффельдорф. Только их жителей разрешили похоронить на местном кладбище, остальных пришлось похоронить в Хольцхаузене. После секуляризации, в ходе реорганизации приходов из-за более короткого маршрута, Санкт-Генрих был отнесен к приходу Зесхаупт письмом от 23 сентября 1805 года, которому он принадлежит до сих пор. Иффельдорф получил Nantesbucher Höfe от прихода Бенедиктбойерн.

## Достопримечательности
Католический филиал церкви Святой Марии.